# Panzerversuchsstation 96

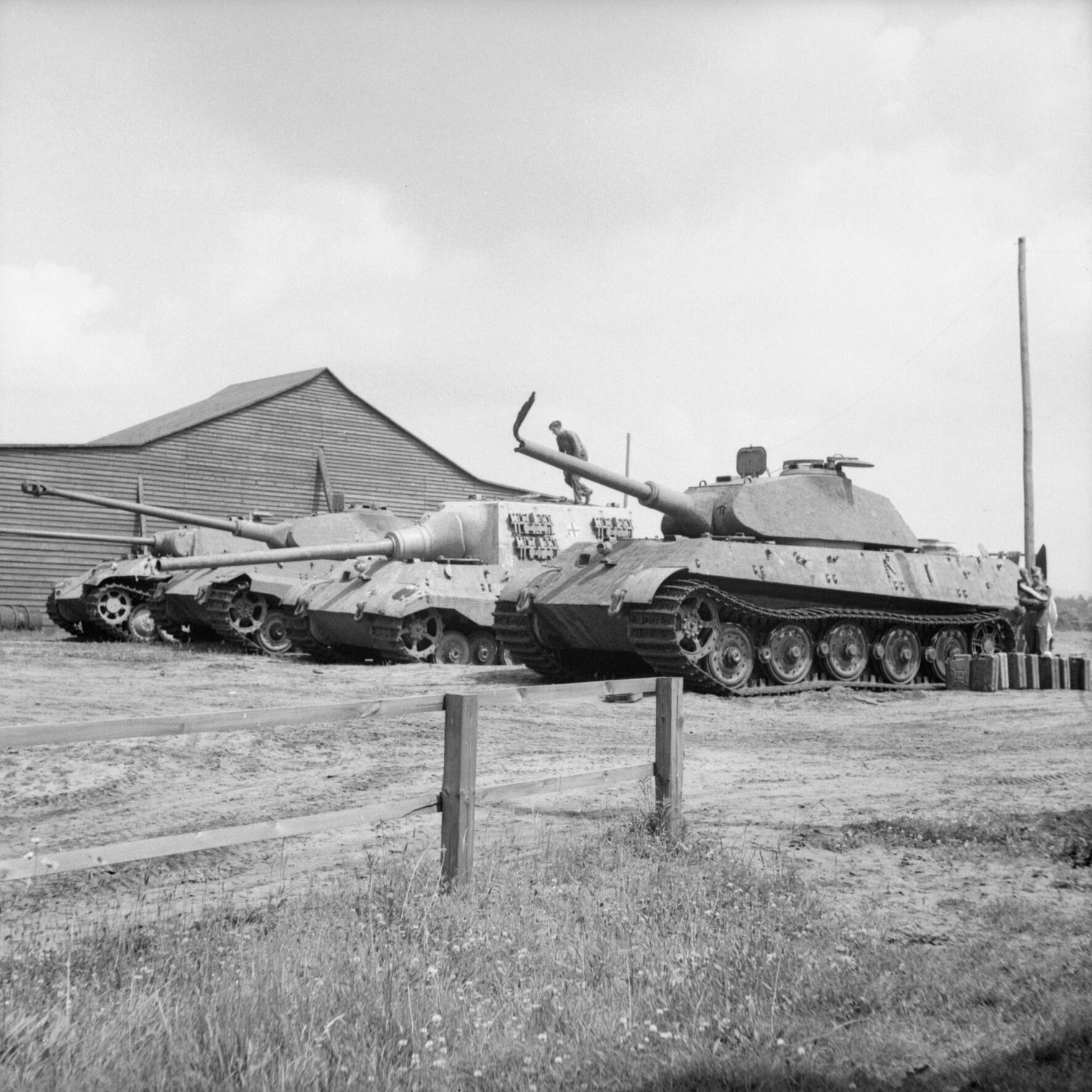
Panzerversuchsstation 96 im Juni 1945

Die Panzerversuchsstation 96 (auch Henschel Panzerversuchsstation 96) war eine Erprobungsstelle für Panzer, die ab 1934/35 von den Henschelwerken in Verbindung mit der Abteilung WaPrüf 6 des Heereswaffenamtes auf dem Truppenübungsplatz Senne nahe von Oesterholz-Haustenbeck betrieben wurde.

## Geschichte
Das Heereswaffenamt betrieb in Deutschland etliche Erprobungsstellen für Waffen und Gerät. Insbesondere die Erprobung von Panzer-Prototypen erfolgte bei der Henschel Panzerversuchsstation 96 in Haustenbeck sowie bei der Versuchsstelle für Kraftfahrt (Verskraft) in Kummersdorf.
In Haustenbeck hatte man für die Panzerhersteller aus Essen und Kassel verkehrstechnische und logistische Vorteile. Henschel betrieb anfangs eine Einfahrstelle, die unter dem Tarnnamen „Einfahrabteilung für Landwirtschafliche Schlepper“ ausgebaut wurde.
Die schweren Panzer-Abteilungen stationierten ihre Ausbildungs- und Ersatzverbände in der Nähe. Dadurch konnten diese immer mit den neuesten, schweren Panzermodellen vertraut gemacht, sowie an Erprobungen beteiligt werden.
Die Panzerversuchsstation 96 als örtliche Einrichtung entstand ab 1934/35 auf der sogenannten ehemaligen Hofstelle genannt „Kampmeiers Stätte“ am Roten Bach. (Standort). Im Raum um Oesterholz-Haustenbeck fanden neben Fahr- und Schießerprobungen auf dem Truppenübungsplatz Senne auch die Prüfungen auf Standorteinrichtungen für gasdichte Fahrzeuge in Sondergebäuden sowie Dichtigkeitsprüfungen in Tauchdurchfahrtsbecken statt.
Ab 1939 verlegte Henschel die Werksversuchsstelle für Panzer von Kassel nach Haustenbeck. Die hochwertigen Einrichtungen mit Prototypen und Dokumentationen waren daher nicht von Angriffen des Luftkrieg im Zweiten Weltkrieg mit Luftangriff auf Kassel am 22. Oktober 1943 oder der 1945 erfolgten Kassel Mission betroffen.

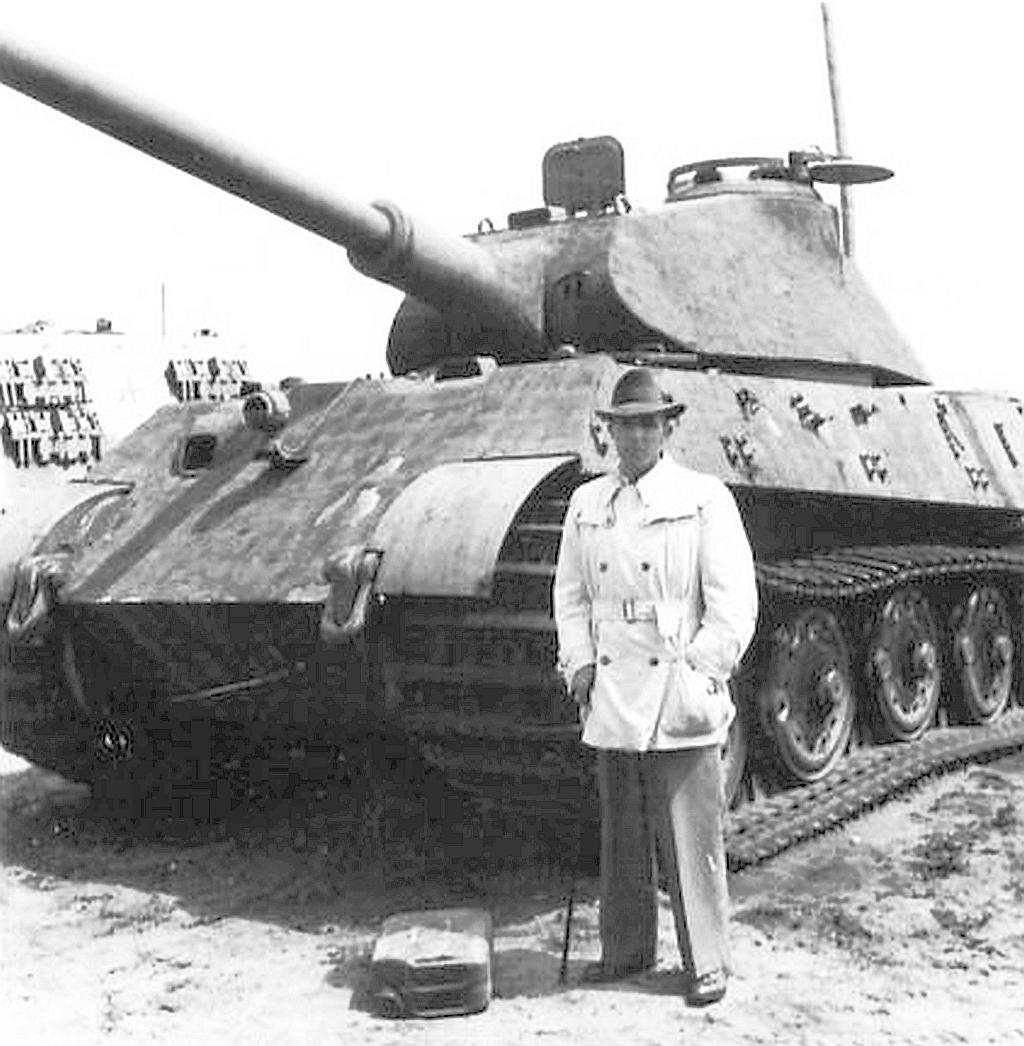
Kurt Arnoldt in der Panzerversuchs- station 96 (1945).
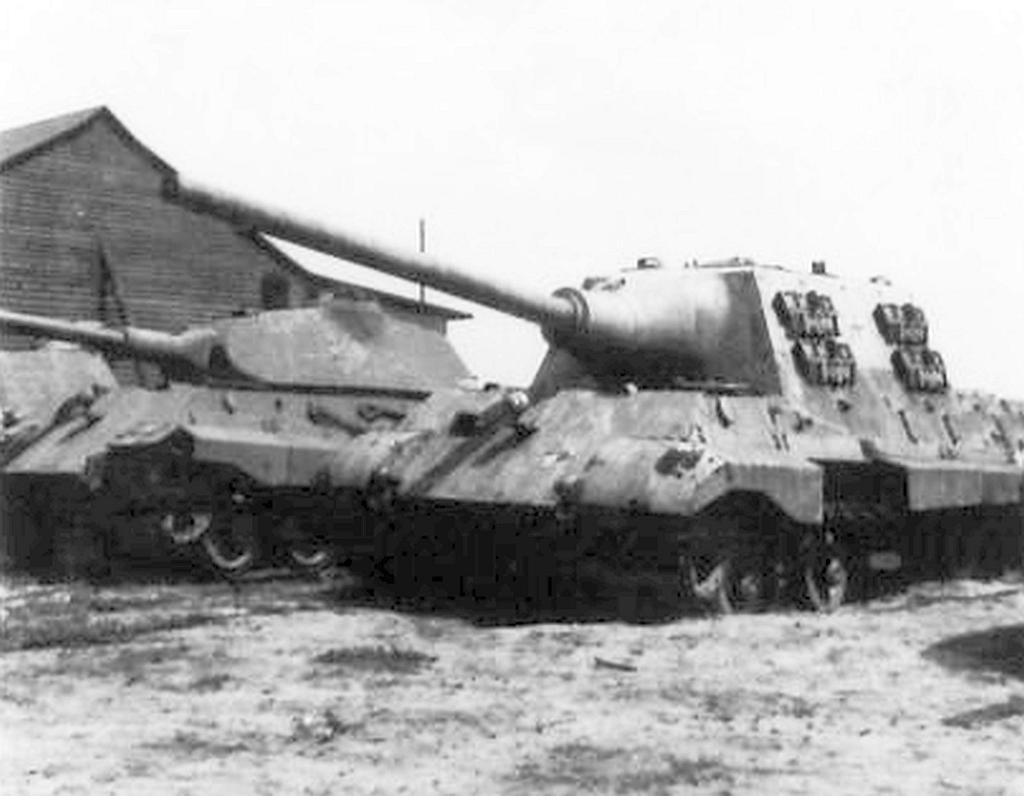
Jagdpanzer VI und Pz. Kpfw. VI Tiger II mit Porscheturm (1945)
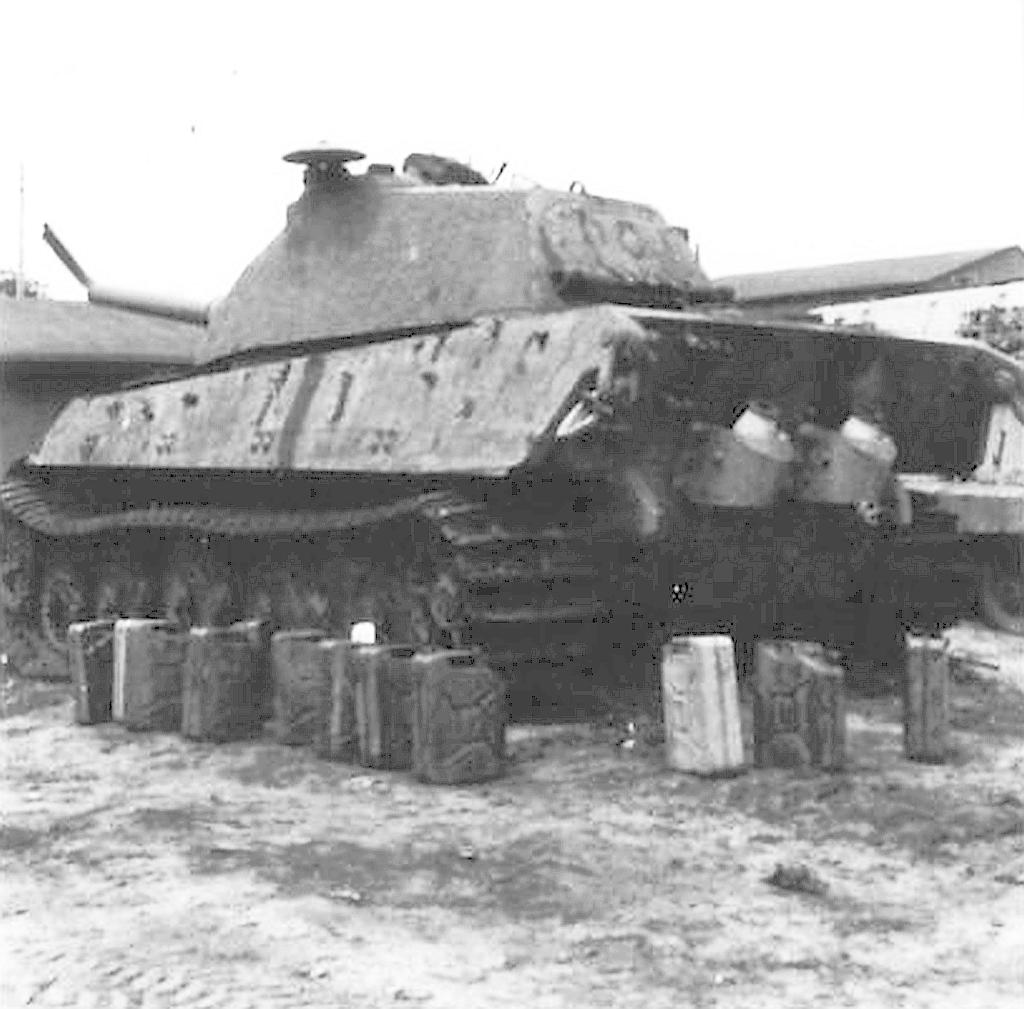
Pz. Kpfw. VI Tiger II mit Porscheturm (1945)

Anfang April 1945 nahmen zuerst US-Streitkräfte die Anlage in Besitz. In den Folgemonaten dokumentierten die Versuchsstelle mit vorgefundenem Material umfangreich, nutzten die Versuchsstelle teilweise selbst und beschlagnahmten umfangreich Material. Im August wurde die Anlage an die britische Rhine-Army übergeben. Auch die britischen Streitkräfte untersuchten das dort verbliebene Material wie zuvor die Amerikaner. Der Standort wurde später eingeebnet und ist nicht mehr erkennbar.